# 1 E-6 m
Pour aider à comparer les ordres de grandeur des différentes longueurs, voici une liste d'objets, d'organismes ou organes de dimension comprise entre 1 micromètre et 10 micromètres.
- 1,55 µm, longueur d'onde de la lumière utilisée dans la fibre optique
- 6 µm, diamètre d'une spore de Bacillus anthracis
- 6–8 µm, diamètre d'un globule rouge humain
- 7 µm, diamètre du noyau des cellules typiques d'eucaryotes
- 7 µm, largeur du fil d'une toile d'araignée
- 1–10 µm, diamètre d'une bactérie typique
- environ 10 µm, diamètre d'une goutte d'eau dans le brouillard, un nuage ou de la brume